# Parafia Wniebowzięcia Najświętszej Maryi Panny w Debrznie
Parafia Wniebowzięcia NMP w Debrznie – rzymskokatolicka parafia należąca do dekanatu Człuchów, w diecezji pelpińskiej. Obecnie jej proboszczem jest ks. Marcin Nowicki SDB.

## Zasięg parafii
Do parafii należą wierni z miejscowości: Barkowo, Boboszewo, Bolesławowo, Buchowo, Debrzno-Wieś, Gniewno, Grzymisław, Laskowo, Myśligoszcz, Nowe Gronowo, Poręba, Przypólsko, Scholastykowo, Słupia, Smug, Stanisławka, Stare Gronowo, Strzeczona, Szosa Uniechowska i miasta Debrzno. 